# Hymenochaete pseudoadusta
Hymenochaete pseudoadusta är en svampart som beskrevs av J.C. Léger & Lanq. 1992. Hymenochaete pseudoadusta ingår i släktet Hymenochaete och familjen Hymenochaetaceae.   Inga underarter finns listade i Catalogue of Life.